# Oh Wifey Will Be Pleased!
Oh Wifey Will Be Pleased! è un cortometraggio muto del 1915 diretto da Frank Wilson.

## Trama
Wifey consegna per sbaglio una blusa a uno straccivendolo.

## Produzione
Il film fu prodotto dalla Hepworth.

## Distribuzione
Distribuito dalla Hepworth, il film - un cortometraggio di 114,3 metri - uscì nelle sale cinematografiche britanniche nell'aprile 1915.
Fu distrutto nel 1924 dallo stesso produttore, Cecil M. Hepworth. Fallito, in gravissime difficoltà finanziarie, Hepworth pensò in questo modo di poter almeno recuperare il nitrato d'argento della pellicola.